# Континентальная лига по League of Legends
Континентальная лига, вне СНГ известна под названием Continental League (LCL) — профессиональная лига по компьютерной игре League of Legends, проводящаяся киберспортивным подразделением компании Riot Games. Студия лиги расположена на Смольной улице (дом 12) на севере Москвы. В 2017 году студия LCL находилась в кинотелевизионном комплексе «Главкино» в Московской области.
Весенний сплит 2022 года был отменен, работа лиги приостановлена на неопределенный срок, в период которого резиденты LCL могут участвовать в турнирах региона EMEA не попадая под ограничения «Политики межрегиональной миграции».

## Формат соревнования
Континентальная лига разыгрывается два раза в год по стандартным для профессиональных соревнований по League of Legends правилам.

### Регулярный сезон
Список команд-участников регулярного сезона LCL корректируется результатами Турниров продвижения. В течение регулярного сезона каждая из восьми команд играют по семь матчей на синей-красной сторонах. В случае равенства очков у нескольких команд их положение в турнирной таблице определяется либо итогами личных встреч, либо тай-брейками.

### Плей-офф
В плей-офф лиги оказываются команды, занявшие с первое по пятое место в регулярном сезоне. Плей-офф проходит по системе Double Elimination, определяющий представителей Континентальной лиги на международных турнирах — Mid-Season Invitational весной и World Championship летом.

## История

### Проблемы StarSeries
Первым регулярным соревнованием по League of Legends с участием профессиональных команд в постсоветском пространстве до LCL была организованная площадкой Star Ladder лига StarSeries, которая, по мнению некоторых выступавших в ней киберспортсменов, отставала в развитии от чемпионатов в других регионах: вследствие недостаточной материальной поддержки игроки были вынуждены заниматься другими видами деятельности. Создание в СНГ полностью профессиональной лиги при этом рассматривалось как одно из решений данной проблемы.

### Основание, приход новых организаций
В декабре 2015 года Riot Games анонсировали Континентальную лигу по League of Legends, старт которой был назначен на середину января 2016 года. Запуск Лиги Прететендентов, с помощью которой планировалось обновлять список участников LCL, был назначен на февраль. Призовой фонд первых двух сезонов Континентальной лиги составил 4,5 млн рублей в год. Появление профессиональной лиги в постсоветском пространстве поспособствовало тому, что такие киберспортивные организации, как Team Empire, Natus Vincere и Vega Squadron собрали составы по League of Legends для участия в первом сплите LCL преимущественно из игроков проводимой ранее SLTV StarSeries.

### Первый открытый турнир LCL, возвращение Virtus.pro
В предсезоне 2017 прошёл первый открытый турнир с участием команд лиги — LCL Open Cup, который стал первым турниром для нового состава по League of Legends киберспортивной организации «Virtus.pro», получившего право на участие в новом сезоне Континентальной лиги.. Призовой фонд LCL Open Cup составил 1,5 млн российских рублей, помимо чего победитель каждой онлайн-квалификации к турниру получил дополнительно 100 тыс. российских рублей и слот в весеннем сплите Лиги Претендентов 2017.

### Перевод матчей регулярного сезона лиги в офлайн, критика формата Турнира продвижения
В сезоне 2017 матчи регулярного сезона Континентальной лиги, проводившиеся ранее в интернете, стали проходить в формате LAN-турнира в кинотелевизионном комплексе «Главкино». В конце марта состоялся Турнир продвижения в Летний сплит LCL, по результатам которого обе команды из Континентальной лиги не вылетели в Лигу Претендентов. По мнению игроков из LCL и ЛП, это было вызвано появившимся различием в форматах данных лиг — Континентальная лига и турнир продвижения стали проходить в студии, в то время как матчи Лиги претендентов по-прежнему проводились онлайн.
Приняв критику, Riot Games решили перевести матчи Турнира продвижения в весенний сплит 2018 в онлайн. Это вызвало иную проблему: команде «RoX» в первой игре серии против «Elements Pro Gaming» было присуждено техническое поражение из-за проблем с соединением у их игрока и было возможно получение такового на всю серию с последующей потерей слота в LCL в случае не разрешения проблемы в течение 40 минут). Некоторые игроки назвали такой формат турнира продвижения большой шуткой, другие отметили, что инструментом победы в таком турнире может стать DoS-атака.
У Ripi падает интернет в середине игры Турнира продвижения, а как только судьи говорят, что мы получаем техническое поражение — он тут же поднимается опять, хмм... Всё абсолютно нормально, совершенно ничего подозрительного не происходит.Тим «Zen» Стемпихар, тренер RoX

### Уход Virtus.pro и Natus Vincere
В ночь на 30 ноября 2017 года экс-игрок «M19» Кирилл «Likkrit» Малофеев на своем стриме рассказал о том, что вследствие некого конфликта распустили составы по LoL и покинули лигу организации «Virtus.pro» и «Natus Vincere» (последние на тот момент времени ещё этого не анонсировали). По словам Likkrit’а, слоты этих организаций планировалось сократить, но незадолго до начала весеннего сплита организатор решил продать места этих команд «Dragon Army» и «Elements Pro Gaming», а Likkrit был дисквалифицирован на полгода.

### Riot Games и GIG.ME
12 августа 2020 года — Riot Games объявила о долгосрочном сотрудничестве с турнирным оператором GIG.ME, согласно которому компания станет эксклюзивным лицензиатом Riot Games на организацию киберспортивных событий по League of Legends в России и СНГ.
«Около двух лет мы присматривались к прогрессивной модели лицензирования для Континентальной лиги и изучали партнёров. Благодаря положительному опыту совместной работы, расширение сотрудничества видится нам логичным следующим шагом. Одной из главных причин выбора GIG.ME стала схожесть наших взглядов в развитии Континентальной лиги как важного инструмента вовлечения аудитории League of Legends.Андрей Коршунов, руководитель киберспорта Riot Games в России и СНГ

## Список чемпионов
| Год  | Сезон                                                                              | 1                                                                                  | 2                                                                                  | 3                                                                                  | 4                                                                                  |
| ---- | ---------------------------------------------------------------------------------- | ---------------------------------------------------------------------------------- | ---------------------------------------------------------------------------------- | ---------------------------------------------------------------------------------- | ---------------------------------------------------------------------------------- |
| 2016 | Весна                                                                              | Hard Random                                                                        | Team Empire                                                                        | Vega Squadron                                                                      | Natus Vincere                                                                      |
| 2016 | Лето                                                                               | Albus NoX Luna                                                                     | Vega Squadron                                                                      | RoX                                                                                | Natus Vincere                                                                      |
| 2017 | Весна                                                                              | Virtus.pro                                                                         | Vaevictis eSports                                                                  | Vega Squadron                                                                      | M19                                                                                |
| 2017 | Лето                                                                               | Gambit Esports                                                                     | M19                                                                                | Virtus.pro                                                                         | Team Just Alpha                                                                    |
| 2018 | Весна                                                                              | Gambit Esports                                                                     | RoX                                                                                | Team Just                                                                          | M19                                                                                |
| 2018 | Лето                                                                               | Gambit Esports                                                                     | Dragon Army                                                                        | Team Just                                                                          | M19                                                                                |
| 2019 | Весна                                                                              | Vega Squadron                                                                      | Elements Pro Gaming                                                                | Gambit Esports                                                                     | M19                                                                                |
| 2019 | Лето                                                                               | Unicorns of Love                                                                   | Vega Squadron                                                                      | Gambit Esports                                                                     | Elements Pro Gaming                                                                |
| 2020 | Весна                                                                              | Unicorns of Love                                                                   | RoX                                                                                | Gambit Esports                                                                     | Elements Pro Gaming                                                                |
| 2020 | Лето                                                                               | Unicorns of Love                                                                   | Gambit Esports                                                                     | One Breath Gaming                                                                  | CrowCrowd                                                                          |
| 2021 | Весна                                                                              | Unicorns of Love                                                                   | CrowCrowd                                                                          | Gambit Esports                                                                     | One Breath Gaming                                                                  |
| 2021 | Лето                                                                               | Unicorns of Love                                                                   | CrowCrowd                                                                          | One Breath Gaming                                                                  | Vega Squadron                                                                      |
| 2022 | Отменено из-за продолжающегося в 2022 году российского вторжения России на Украину | Отменено из-за продолжающегося в 2022 году российского вторжения России на Украину | Отменено из-за продолжающегося в 2022 году российского вторжения России на Украину | Отменено из-за продолжающегося в 2022 году российского вторжения России на Украину | Отменено из-за продолжающегося в 2022 году российского вторжения России на Украину |